# Ninon
Ninon is een historisch merk van motorfietsen.
De bedrijfsnaam was: Motorcycles Ninon, Parijs.
Dit was een klein Frans merk dat van 1931 tot 1935 motorfietsen met 499cc-eencilinder kopklepmotoren produceerde.